# Kimbra
Kimbra Lee Johnson (Hamilton, 27 de março de 1990) é uma cantora, compositora e instrumentista neozelandesa. Kimbra é reconhecida pela participação no hit "Somebody That I Used to Know", do cantor belga-australiano Gotye, que alcançou o primeiro lugar em diversos charts ao redor do planeta, entre eles a Billboard Hot 100. Já lançou três álbuns, “Vows” no ano de 2012, “The Golden Echo” em 2014 e “Primal Heart” em 2018.

## Primeiros anos

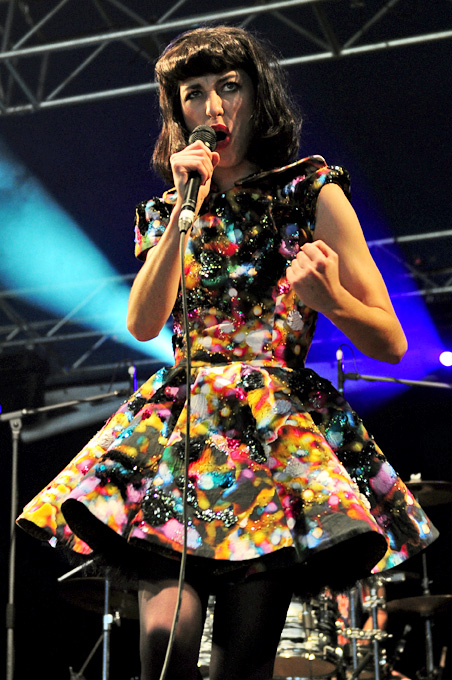
Kimbra

Kimbra nasceu em Hamilton, Nova Zelândia, e lá permaneceu durante a maior parte de sua infância. Frequentou a Hillcrest High School, onde alargou a sua experiência enquanto cantora, participando numa competição anual para bandas do ensino médio e secundário existente na Nova Zelândia, designada de Smokefreerockquest (SFRQ), da qual fez parte durante três anos consecutivos. Aos 14 anos de idade (em 2004), Kimbra foi premiada com o segundo lugar nessa mesma competição. A sua aptidão não foi particularmente influênciada pela música, pois quando tinha somente 10 anos Kimbra já escrevia canções. O seu pai, Ken Johnson, doutorado em Medicina na University of Waikato (Universidade de Waikato) ter-lhe-ia oferecido uma guitarra quando ela tinha 12 anos e "depois de alguns anos de aulas, estava já a interpretar músicas com o seu professor" - Ken Johnson.
Apesar dos seus pais não terem qualquer vocação direta com a musica, Kimbra sempre demonstrou uma significante admiração por esta forma de arte, o que tê-la-á movido ao progressivo aperfeiçoamento vocal, educando a sua voz, conseguido por sua própria conta.
Kimbra fez o seu primeiro video musical, intitulado "smile", num programa televisivo infantil da Nova Zelândia, "What Now".

## Carreira
Aos 10 anos de idade, Kimbra fez os seus primeiros espetáculos públicos, implicando o início de uma carreira em "Waikato Times Gold Cup", e também na abertura de um jogo de Rugby /Auckland vs Waikato), que abrangeu 27.000 pessoas, com o Hino Nacional da Nova Zelândia, aos 12 anos. Anos mais tarde, depois de vencer o Juice TV, com o melhor vídeo musical (Breakthrough Video Award) em 2007, com o seu vídeo "Simply on my Lips". Então, aos 17 anos, mudou-se para Austrália, começando a compor musicas, trabalhando para o seu primeiro disco.
O lançamento do seu primeiro álbum intitulado Vows, no início do último trimestre de 2011, marcou nitidamente o princípio de uma carreira profissional no mundo da música. O significante impulso para a sua fama deve-se à sua participação no vídeo e música de "Somebody That I Used to Know", segundo single do álbum Making Mirrors, do cantor belga-australiano Gotye, que teria ouvido uma performance ao vivo de Kimbra, decidindo convidá-la para fazer parte do seu projeto.
Foram recentemente lançados individualmente três singles do seu álbum, no qual trabalhou durante três anos. Sendo eles "Cameo Lover", "Good Intent" e "Settle Down", sendo que este último alcançou o número 37 do top 40 da lista oficial da Nova Zelândia (Recording Industry Association of New Zealand) e a terceira posição de melhor álbum do país permanecendo durante 5 semanas consecutivas.
Em outubro de 2012, Kimbra gravou cinco canções ao vivo no Sing Sing Studios em Melbourne.
A 14 de abril de 2011, cooperou em "Somebody That I Used to Know" com Gotye no programa de comédia norte-americano, Saturday Night Live do canal televisivo NBC.

## Participação em trilhas sonoras
A música Come Into My Head faz parte da trilha sonora do jogo FIFA 13.

## Banda Atual
- Fagan Wilcox - synth / baixo / vocal (2009-presente)
- Timon Martin - guitarra / vocal (2009-presente)
- Stevie McQuinn - bateria (2010-presente)
- Ben Davey - teclados / vocal (2010-presente)

## Discografia

### Álbum
| Título do álbum | Detalhes do álbum                                                                                                | Posicionamento por listas | Posicionamento por listas | Posicionamento por listas | Posicionamento por listas |
| --------------- | --- | ------------------------- | ------------------------- | ------------------------- | ------------------------- |
| Título do álbum | Detalhes do álbum                                                                                                | AUS                       | NZ                        | Certificações             | Ano                       |
| Vows            | - Lançamento: 29 de agosto 2011 (NZ) - Discografica: Warner Bros. / Records Inc. - Formato: CD, Download digital | 4                         | 3                         | - AUS: Oro - NZ: Oro      | 2012                      |
| The Golden Echo | - Lançamento: 15 de agosto 2014 (EUA) - Formato: CD, Download digital                                            |                           |                           |                           | 2014                      |
| Primal Heart    | |                           |                           |                           | 2018                      |

## Singles
- "Deep for You" (2005, gravado em York St. Studios[8])
- "Simply on My Lips" (2007, gravado em The Labs Studios[9])
- "Settle Down" (2010, gravado em Sing Sing Studios Melbourne) – #37 NZ[10]
- "Cameo Lover" (2011, gravado em Sing Sing Studios Melbourne[11])
- "Good Intent" (2011, gravado em Sing Sing Studios Melbourne) – #98 AU
- ”Top Of The World” (lançado em 2018, gravado em Warner Bros. Records. )
- ”Everybody Knows” (lançado em 2018, gravado em Warner Bros. Records. )
- ”Human” (lançado em 2018, gravado em Warner Bros. Records. )
- ”Version Of Me” (lançado em 2018, gravado em Warner Bros. Records. )

### Colaborações com outros artistas
- Miami Horror – "I Look to You" (2010)[12]
- Of God – "Flies" (2011)[13]
- Gotye – "Somebody That I Used to Know" (2011)[14] – #1 NZ (3× Platinum),[10] #1 AUS (7× Platinum), #58 US

## Membros precedentes
- Stan Bicknell - bateria (2009–2010)
- Joe Cope (2009)